# Intermedio

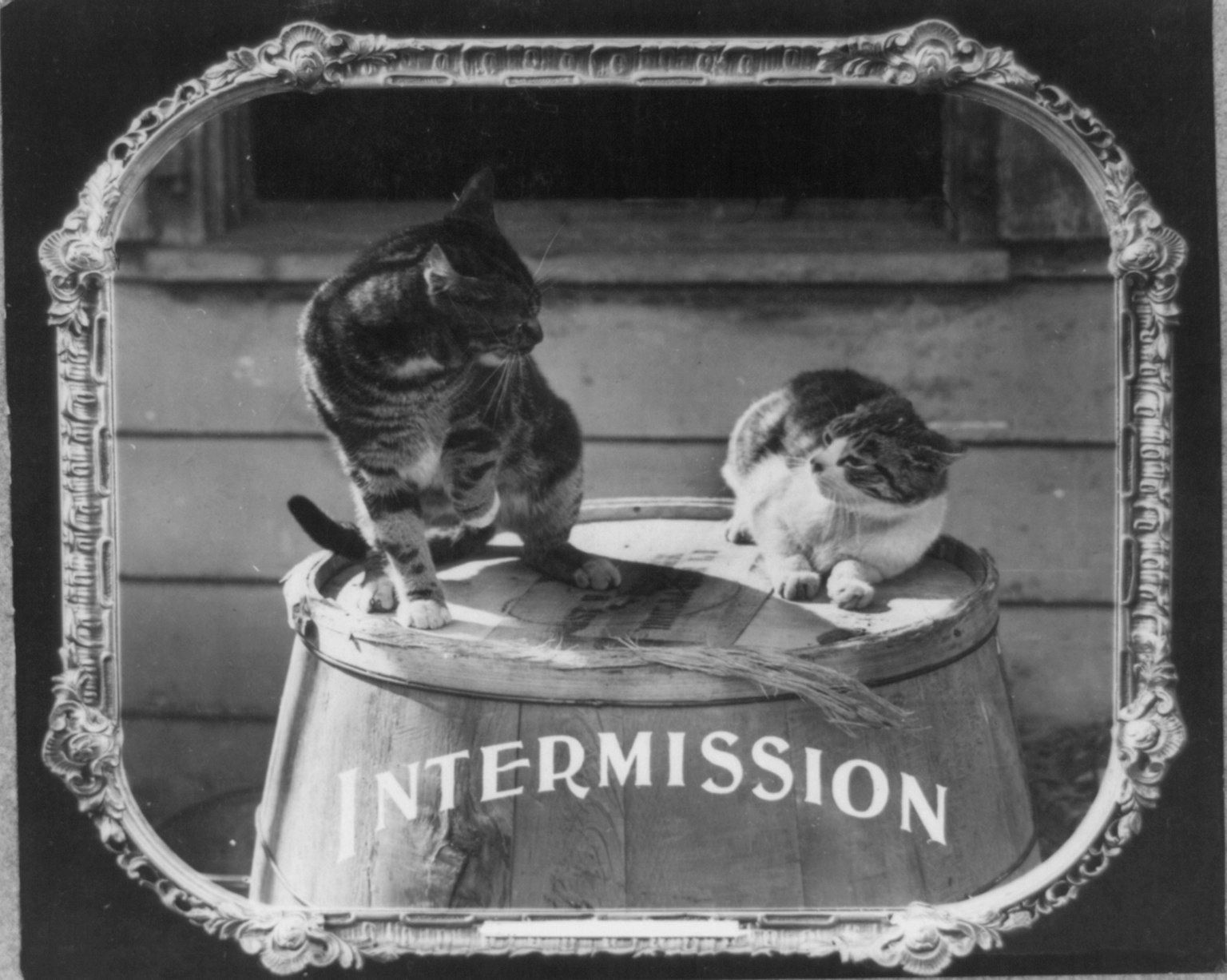
Los intermedios o entreactos duran usualmente entre 15 y 20 minutos y hay diferentes modos para señalar al público el regreso a sus asientos

Un intermedio o intervalo es una interrupción entre dos funciones o sesiones, en eventos como una obra de teatro, una ópera o un concierto de música. A veces también hay un intermedio en la exhibición de una película, en particular si es una muy extensa. Una obra teatral o una ópera puede tener varios intermedios, dependiendo de su longitud.
Originalmente pensado como un descanso para los actores o locutores, los intermedios también son una oportunidad de socializar para el público, consumir refrigerios o usar los servicios higiénicos. También a menudo da la oportunidad al público de comprar productos relativos al espectáculo como CD, programas de alta calidad, impresiones de arte y/o fotografía y otra parafernalia.
En ópera y sobre todo en zarzuela, se denomina a veces intermedio al intermezzo, número musical corto que se interpreta, a telón cerrado, durante un cambio de escena o como preludio a un acto que no sea el primero: célebres intermedios son, por ejemplo, el de La leyenda del beso o el de La boda de Luis Alonso.
Los intermedios o entreactos duran usualmente entre 15 y 20 minutos y hay diferentes modos para señalar al público el regreso a sus asientos. El método tradicional en la ópera o el concierto sinfónico es destellar las luces del local varias veces o tener una persona con un glockenspiel a la mano caminando entre la gente, tocando una melodía de cuatro notas.
Un intermedio también es denominado entr'acte, derivado de la palabra en francés para significar 'entre los actos'. 
- Datos: Q1642833
- Multimedia: Intermission / Q1642833